# Ljudbok

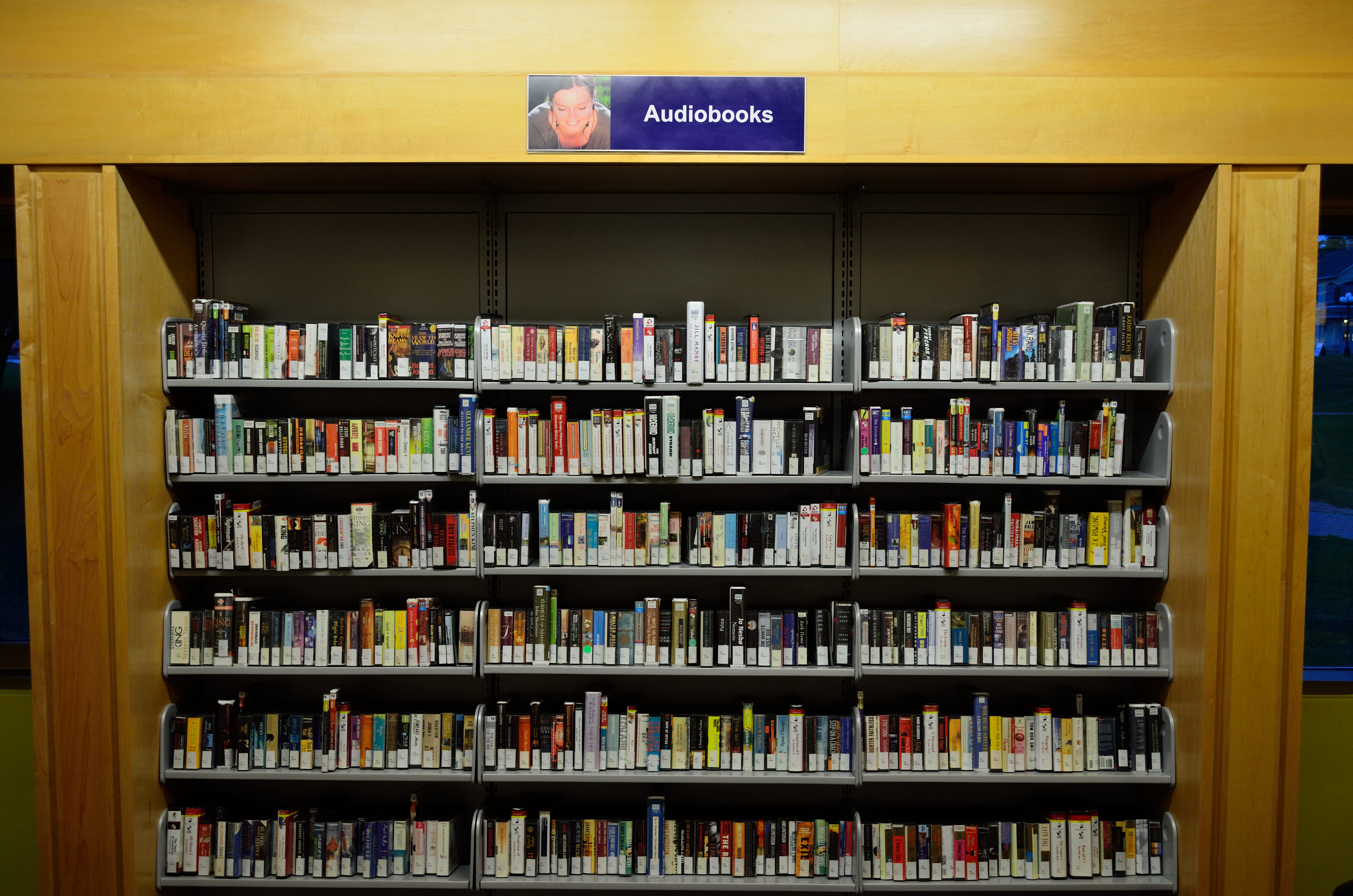
Ljudböcker på ett offentligt bibliotek i Kanada.

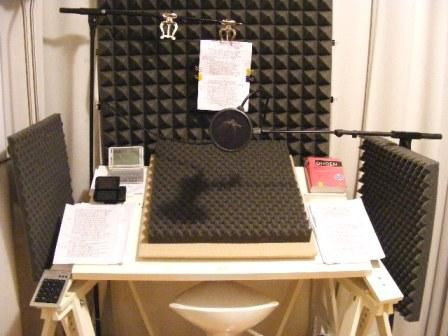
Exempel på en ljudsignalstudio för yrkesmässiga inläsningar.

En ljudbok är samlingsnamnet på inlästa böcker, tillgängliga i format såsom CD, kassettband, MP3-filer och strömmat via internet till dator och mobiltelefon. Ljudböcker i digitalt format kan även finnas på förpreparerade minneskort. I vissa fall är det bokens författare som själv läser, men ofta är det skådespelare. En ljudbok är till skillnad från talbok en kommersiell produkt som säljs av bokklubbar, bokhandeln och på internet. Ett urval ljudböcker finns även tillgängliga på bibliotek på samma villkor som tryckta böcker, samt i strömmat format via bibliotekens webbplatser, en så kallad e-ljudbok.

## I Sverige
Ljudboken utsågs av Handelns utredningsinstitut i Sverige till årets julklapp 2006.
År 2008 instiftade Irisgruppen ett ljudbokspris för att främja utgivningen och utvecklingen av ljudböcker.
Enligt en undersökning från Internetstiftelsen 2022 hade 22 procent av alla svenska internetanvändare lyssnat på ljudbok under det senaste året, 5 procent lyssande varje dag. Enligt samma undersökning fanns det år 2019 flest lyssnare i den yngre hälften av befolkningen upp till 45 år där cirka 4 av 10 lyssnade på ljudböcker. Bland personer som var 66 år och äldre lyssnade endast knappt 2 av 10 på ljudböcker.

### Kända svenska strömningsstjänster för ljudböcker
- Storytel
- Bookbeat
- Nextory